# Araldica civica

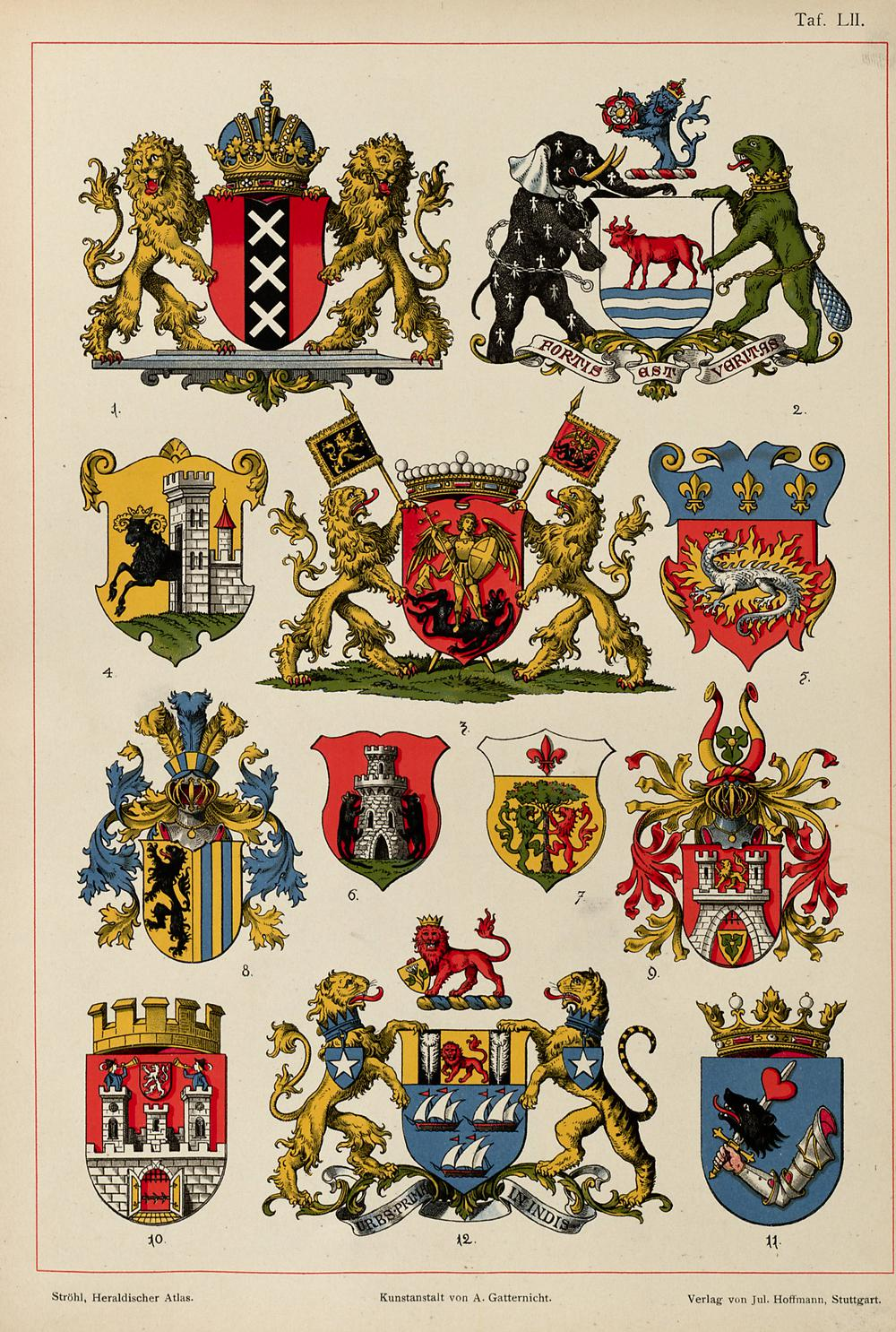
Esempi di stemmi di alcune città nellHeraldischer Atlas (1899) dell'araldista austriaco Hugo Gerard Ströhl (si noti che alcuni di questi stemmi attualmente sono mutati):
1. Amsterdam, Paesi Bassi, 2. Oxford, Inghilterra
3. Bruxelles, Belgio, 4. Sciaffusa, Svizzera, 5. Le Havre, Francia
6. Murlo, Italia, 7. Sorbano, Italia, 8. Lipsia, Germania, 9. Hannover, Germania
10. Čáslav, Repubblica Ceca, 11. Târgu Mureș, Romania, 12. Mumbai, India

L'araldica civica è quel settore dell'araldica che si specializza nel creare, studiare e identificare stemmi di suddivisioni amministrative come comuni, province e regioni.
Sin dall'epoca medievale (e specificatamente da quella comunale), città, villaggi, sobborghi e altri corpi civici utilizzano stemmi araldici come simboli della loro autorità e per distinguersi tra i vari centri abitati, con la conseguenza che i diritti su tali simboli spettano unicamente alle differenti comunità o enti e non ai singoli cittadini che sono membri di quelle comunità, rappresentando quindi anche un elemento di distinzione tra la personalità giuridica degli enti stessi e quella dei loro singoli componenti. Pur nelle differenze dei singoli, ad ogni modo, ogni stato ha saputo sviluppare proprie norme comuni per l'araldica civica. L'elemento prominente è sicuramente la corona murale che è oggi il simbolo distintivo dell'autorità di molte città.

## In Italia

Lo stemma del comune di Milano: in alto la corona turrita d'oro (città), sotto lo scudo con le insegne della città, sotto i due rami decussati uno d'alloro e l'altro di quercia trattenuti insieme da un nastro tricolore

L'araldica civica italiana si è oggi attestata ad alcuni canoni precisi che hanno carattere genericamente valido per tutti i comuni e le città della Penisola sulla base di quanto stabilito con il R.D. 5 luglio 1896, n. 314, con il quale si istituì il "Libro Araldico degli Enti Morali" dove ancora oggi vengono riportati tutti i decreti concessivi di stemmi, gonfaloni, sigilli e bandiere ad enti territoriali e morali.
L'araldica civica è l'unico tipo di araldica riconosciuta, dato che la consulta araldica (la quale oltre agli stemmi civici regolamentava anche gli stemmi nobiliari) è stata rimossa dopo la fondazione della repubblica. Ad oggi, è presente solo l'ufficio onorificenze e araldica, che regolamenta solamente gli stemmi civici, ovvero Province, Città metropolitane, Comuni, Comunità Montane ed isolane, e Unioni di Comuni.
Gli elementi fondamentali dell'araldica civica italiana sono: lo scudo, la corona e l'elemento decorativo.

### Lo scudo
Lo scudo civico segue le medesime regole degli altri scudi per le armi gentilizie o ecclesiastiche in quanto lo stemma di un ente territoriale, pur essendo lo stemma di una comunità e non uno stemma personale o di famiglia, è a tutti gli effetti uno stemma araldico. Per l'araldica italiana è previsto che lo scudo abbia una forma di scudo sannitico, anche se alcuni enti storici, come ad esempio la città di Venezia, legalmente utilizzano lo scudo "alla veneta" riconosciuto con D.P.R. del 6 novembre 1996.

### La corona muraria
Elemento fondamentale è, come già si è detto, la corona muraria che può essere d'argento per i comuni o d'oro per le città. Per le province italiane (in alcuni casi città metropolitane) è previsto uno stemma con una corona specifica formata da un cerchio d'oro gemmato dal quale emergono due rami, uno di alloro e l'altro di quercia, che vengono quindi aboliti come elementi esterni a sé stanti nello scudo.
Una anomalia è la araldica dei comuni della Provincia Autonoma di Bolzano i quali sono dotati di stemmi rigorosamente privi di corona, esclusi pochi casi.
Le regioni d'Italia, essendo sorte dopo l'emanazione dei RR. DD. 7 giugno 1943 nn. 651 e 652 che regolavano appunto l'uso delle corone civiche, non dispongono di corone legalmente riconosciute sui loro stemmi, anche se per alcune regioni sono stati previsti dei decreti di legge appositi (come nel caso della Valle d'Aosta).

### Elementi decorativi
Sotto lo stemma comunale, si trovano normalmente un ramo d'alloro ed uno di quercia montati a corona, sostenuti da un nastro tricolore.
Alcuni comuni, per particolari motivazioni storiche, conservano ad ogni modo stemmi, corone ed ornamenti esteriori che afferiscono all'aristocrazia e quindi all'araldica classica, in particolar modo per via di concessioni specifiche o di antichi privilegi.
Gli stemmi sono altresì riportati sul gonfalone cittadino che accompagna i momenti istituzionali della vita del paese.

### Il capo littorio
Durante il periodo del regime fascista, tutti gli stemmi civici vennero decorati col cosiddetto "Capo del Littorio". Esso venne istituito con Regio Decreto del 12 ottobre 1933 № 1440 e reso obbligatorio per tutti gli stemmi di comuni, province ed enti morali durante il regime fascista. Abolito con Decreto Legislativo Luogotenenziale del 10 dicembre 1944 № 394 che ne prevedeva la completa eliminazione.
Alcuni enti, data la mancanza di fondi, si limitarono a "depotenziarlo" con la sola rimozione del fascio littorio, lasciando i rami di quercia e alloro (talora "riempiti" con altri elementi come la Stella d'Italia), oppure svuotarono del tutto il capo, che rimase di porpora pieno o assunse altre tinte.

Nello stemma di Acquanegra Cremonese, il Capo del Littorio è stato privato del fascio: sopravvivono il capo di porpora il serto di quercia e di alloro.

### Le leggi che regolamentano l'araldica
Sulla base delle norme contenute nel D.P.C.M. del 28 gennaio 2011 gli enti che possono dotarsi di stemma proprio sono le Regioni, le Province (in alcuni casi le Città metropolitane), i Comuni, le Comunità montane, le Comunità isolane, i Consorzi, le unioni di Comuni, gli Enti con personalità giuridica, le banche, le fondazioni, le università, le società, le associazioni, le forze armate ed i corpi ad ordinamento civile e militare dello Stato. La domanda per la concessione ufficiale dell'uso di un simbolo come stemma civico dev'essere subordinata alla presentazione di adeguata documentazione al Presidente della Repubblica e contestualmente alla Presidenza del Consiglio dei Ministri.

### Alcuni esempi di stemmi dell'araldica civica italiana
|                                  |                              |                                |                                                                                               |                                                                                                  |                                                                                          |
| Stemma della provincia di Torino | Stemma della città di Napoli | Stemma del comune di Ventotene | Stemma del comune di Floridia (si noti l'uso della corona principesca per antica concessione) | Stemma della città di Venezia (si noti l'uso del corno dogale e della diversa forma dello scudo) | Stemma della Regione Autonoma della Valle d'Aosta (con una particolare corona all'antica |

### Corone dell'araldica civica italiana
|  | Provincia | La corona della provincia (a meno di concessioni speciali) è formata da un cerchio d'oro, gemmato, bordata da un cordone liscio ai margini, che racchiude due rami decussati, uno di alloro e uno di quercia al naturale, uscenti dalla corona, ricadenti all'infuori del cerchio d'oro.                                                                 |
|  | Città     | La corona di città (a meno di concessioni speciali) è turrita (caratterizzata da punte a forma di torre), formata da un cerchio d'oro aperto da otto porte (cinque visibili) con due cordonate a muro sui margini, che sostiene otto torri (cinque visibili) riunite da mura, il tutto d'oro e murato di nero.                                           |
|  | Comune    | La corona di comune (a meno di concessioni speciali) è formata da una cerchia di mura aperta da quattro porte (di cui tre visibili) con due cordonate a muro sui margini che sostengono una cinta di mura aperta da sedici porte (nove visibili), ciascuna sormontata da merli a coda di rondine (alla ghibellina), il tutto d'argento e murato di nero. |

#### Corone murarie nel Regno d'Italia
Le corone che sormontavano gli stemmi concessi durante il Regno erano diverse a seconda che si trattasse di una provincia, di un comune di prima, seconda o terza classe:
|  | Provincia                         | Cerchio di muro sostenente dodici torri merlate (7 visibili) unite intorno a metà dell'altezza da un cordone di muro, il tutto d'oro (in uso dal 1870 al 1905). |
|  | Città                             | Cerchio di muro aperto di quattro porte (3 visibili) e quattro finestre semicircolari (2 visibili), sostenente otto torri merlate (5 visibili), il tutto d'oro; le torri unite da muriccioli d'argento, ciascuno con una guardiola o torricella d'oro equidistante dalle torri laterali e sporgente a piombatoio dalla metà del muricciolo. |
|  | Comune con almeno 3 000 abitanti  | Cerchio di muro d'oro, aperto di quattro porte (3 in vista) sormontato da 8 merli (5 in vista) dello stesso, uniti da muriccioli d'argento. |
|  | Comune con meno di 3 000 abitanti | Cerchio di muro d'oro, sormontato da 8 merli, 5 in vista, uniti da muriccioli, il tutto d'argento. |

### Araldica civica nelle varie regioni italiane

#### Valle d'Aosta
In Valle d'Aosta le regole sugli stemmi sono meno rigide data l'autonomia della regione.
Nell'araldica civica valdostana è spesso presente il leone d'argento lampassato e armato d'oro, antico simbolo del Ducato di Aosta, assieme agli smalti nero e rosso, colori rappresentativi della regione. In molti stemmi si trova anche il capo di Savoia.
Altri elementi ricorrenti sono lo stemma della famiglia Challant con le sue varianti, ed anche montagne e colline in riferimento al territorio prevalentemente montuoso.
In alcuni stemmi, il fiocchetto sinistro del nastro che lega i rami d'alloro e di quercia, al posto dei tre colori nazionali riprende quelli della bandiera valdostana; ciò può accadere anche nella cravatta del gonfalone.

In capo e nel fiocchetto i colori d'Aosta. (Rhêmes-Saint-Georges)
Partito, nel secondo: d'Aosta (Gressoney-Saint-Jean)
Nel primo cantone è presente lo stemma degli Challant. (Brusson)
Stemma di Ayas
Stemma di Aosta
Stemma di Valtournenche

## In Francia

### L'araldica civica napoleonica
Durante il periodo napoleonico, i simboli tradizionali dell'araldica civica italiana vennero uniformati a quelli del Primo impero francese come segue:
|  |

|  |

|  |